# كأس ألبانيا 1998–99
كأس ألبانيا 1998–99 (بالألبانية: Kupa e Republikës 1998-99‏) هو الموسم 47 من كأس ألبانيا. أقيم خلال الفترة أغسطس 1998 وحتى 22 مايو 1999، وأشرف على تنظيمه اتحاد ألبانيا لكرة القدم، وفاز فيه نادي تيرانا.